# Dominique de Prusse

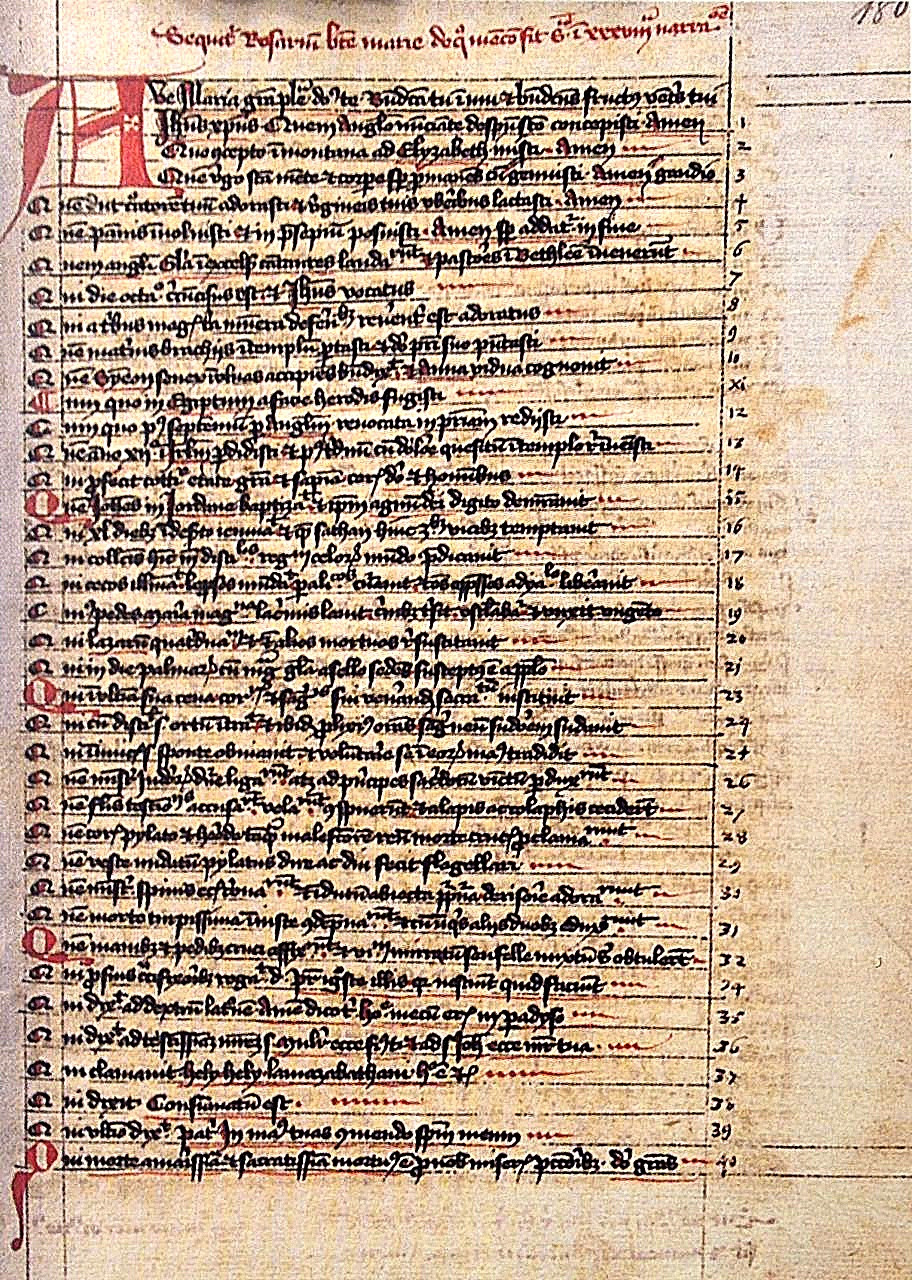
Clausules de Dominique de Prusse, manuscrit Archives de Trèves, vers 1410.

Dominique de Prusse (Dominicus Prutenus, Dominicus Borussus), né Dominique Hélion vers 1384 près de Dantzig et mort le 21 décembre 1460 à Trèves, est un chartreux prussien, auteur d'ouvrages spirituels et de la forme actuelle de la prière du rosaire.

## Biographie

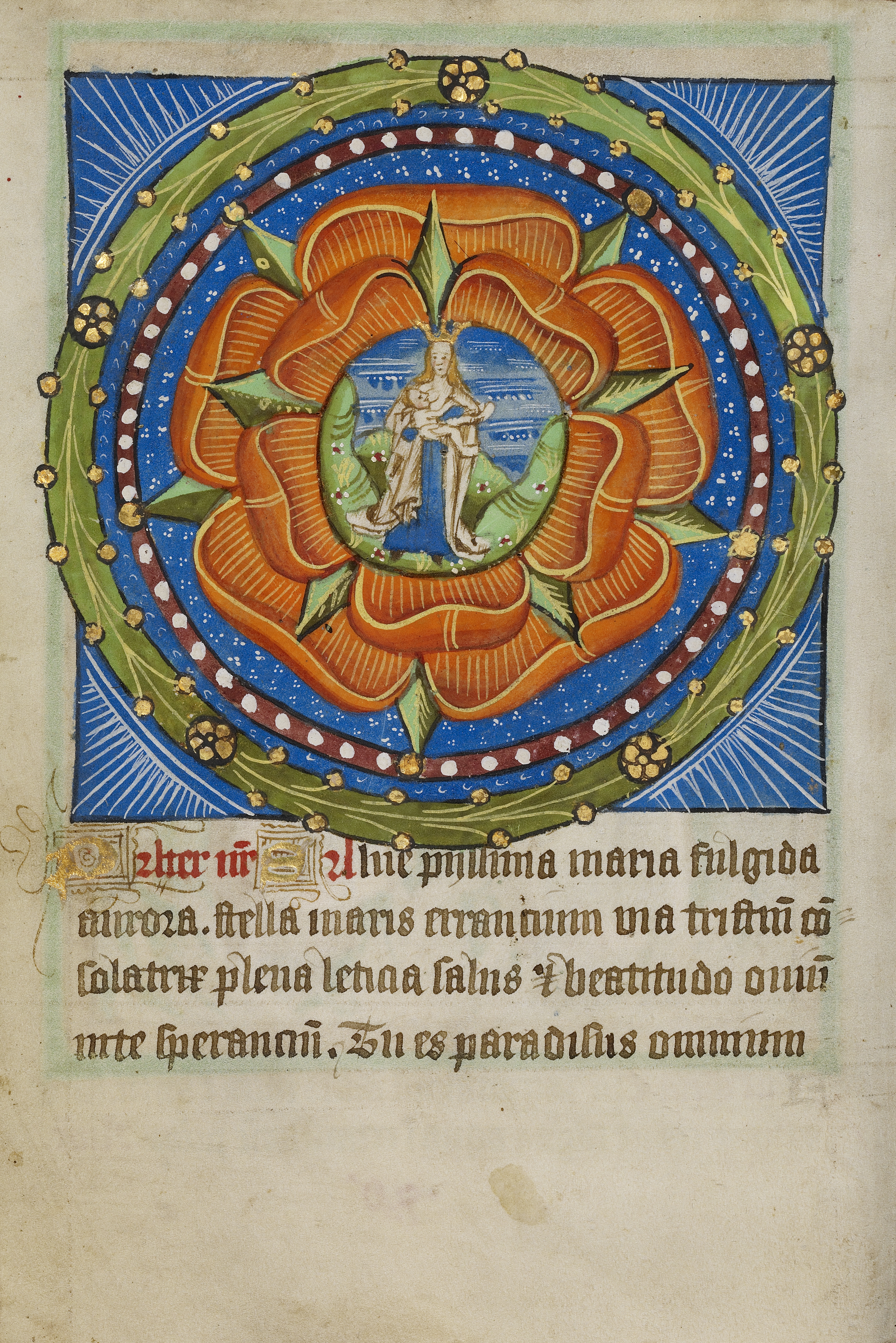
Manuscrit anglais du XV comportant deux pages sur le Rosaire, avec préface d'un chartreux de Trèves et indulgences : Rose mystique, au cœur de la rose la Vierge allaitante, Virgo Lactans : Getty Museum, Vita Christi avec supplément dévotionnel

Dominique est le fils d'un pêcheur de la région de Dantzig. Il entre à l'âge de onze ans au service d'un prédicateur qui l'instruit. Il entre à l'université de Cracovie, puis il devient maître d'école, enseignant et clerc de notaire en divers endroits, Görlitz, Gnesen, Prague et Heidelberg. Certains auteurs affirment qu'il se serait alors adonné à la boisson et au jeu.
Dominique arrive à Trèves et, ayant décidé de changer de vie, il entre en 1409 à la chartreuse Saint-Alban de Trèves. Le prieur Adolphe d'Essen met alors en avant une nouvelle forme de prière méditative, le rosarium (rosaire) qu'il tenait de son confrère Henri Eger de Calcar, lui-même influencé par les dominicains. Il faut réciter des Ave Maria en méditant la vie de Jésus et de sa Mère. C'est donc une forme de contemplation qui dans sa simplicité est accessible à tous, et en premier lieu aux fidèles sans instruction particulière. Adolphe d'Essen répand cette prière. Il a pour fille spirituelle Marguerite de Bavière, épouse du duc de Lorraine, qui répand également cette prière.
Dominique éprouve des difficultés à contempler les scènes du rosaire par la méditation. Il trouve donc cinquante clausules en fin de chaque invocation. C'est à ces deux chartreux que l'on doit les quinze subdivisions actuelles. Dominique a ainsi l'idée de lier systématiquement la récitation du chapelet et la contemplation de la vie du Christ, en divisant celle-ci en cinquante épisodes, puis en rédigeant pour chacun un court texte destiné à suivre l'Ave Maria.
Il étend ensuite ce procédé à tout le psautier marial : le jeune chartreux Dominique rédigea alors cinquante phrases ou courtes méditations, ou clausules, en latin et en allemand sur l'enfance, la vie publique et la Passion du Seigneur. Par exemple : "Jésus, que Jean baptisa dans le Jourdain et désigna comme l’Agneau de Dieu" ; "Jésus, qui après avoir choisi ses disciples, prêcha aux hommes le Royaume de Dieu" ; "Jésus, qui à la dernière Cène, a institué le sacrement de son Corps et de son Sang", etc." Son prieur est séduit par cette proposition nouvelle et l'envoie à divers monastères de son ordre.
En 1415, Adolphe fonde la chartreuse de Marienfloss de Sierck-les-Bains avec l'appui du duc Charles II et de son épouse Marguerite. Il y emmène Dominique qui en devient le vicaire (sous-prieur). En 1419, la duchesse délaissée par son mari embrasse la vie religieuse et s'installe à Marienfloss. Dominique et Adolphe partent pour Trèves deux ans plus tard.

Vers 1429, Dominique de Prusse reçoit la vision suivante :
« La Vierge se tenait entourée de toute la cour céleste. Celle-ci lui chantait le Rosaire, avec les clausules de saint Dominique. Au nom de Marie, tous inclinaient la tête ; à celui de Jésus, ils ployaient le genou ; enfin, ils terminaient le chant des clausules par un Alléluia. Tous rendaient à Dieu de grandes actions de grâce pour tous les fruits spirituels produits par cette récitation, et demandaient à Dieu d’accorder à ceux qui réciteraient ainsi le Rosaire la grâce d’un grand profit pour leur avancement intérieur. ».
Dominique devient l'un des conseillers du prince-archevêque Othon de Ziegenheim. En 1434-1435, Dominique est maître des novices de la chartreuse Saint-Michel de Mayence et en 1439, à la mort d'Adolphe, il lui succède comme prieur de la chartreuse de Trèves. Dominique de Prusse y meurt en 1460. Il laisse plusieurs ouvrages de théologie en latin et du matériel biographique qui donne force détails sur la vie de la chartreuse de Trèves.